# Hebeloma helodes
Hebeloma helodes är en svampart som beskrevs av J. Favre 1948. Enligt Catalogue of Life ingår Hebeloma helodes i släktet fränskivlingar,  och familjen Strophariaceae, men enligt Dyntaxa är tillhörigheten istället släktet fränskivlingar,  och familjen buktryfflar. Arten är reproducerande i Sverige. Inga underarter finns listade i Catalogue of Life.